# Претор
 Тази статия е за римската магистратура.  За селото в Северна Македония вижте Претор (село).  
Прѐтор (на латински: praetor) е държавна длъжност в Древен Рим. В хода на историческото развитие на древен Рим съдържанието и функциите на тази длъжност се променяли.
В периода на ранната Римска република претори се наричали две висши институции – (консули и диктатори). През 367 г. пр. Хр., по времето на Законите на Лициний и Секстий (leges Liciniae Sextiae), върховното длъжностно лице започнало да се нарича консул, а терминът „претор“ обозначавал следващата в йерархията длъжност. В компетенциите на преторите влизало градското правосъдие по гражданските дела. На претора принадлежала висшата власт в отсъствието на консула. Претори се избирали всяка година.
От 242 г. пр. Хр. започнали да се избират двама претори – градски претор (praetor urbanus), който да води съдебните процеси между римските граждани, и претор за делата между римски граждани и чужденци или само между чужденци (praetor peregrinus).
При Луций Корнелий Сула броят на преторите се увеличил до осем, при Цезар – до шестнадесет, а по време на империята – до осемнадесет. По времето на империята длъжността на преторите вече позагубила предишното си значение, но служила за заместване на цял ред висши административни постове и военни длъжности по пътя до сенаторската длъжност. През императорската епоха претори се наричали и висшите длъжностни лица в градовете.